# Јагуар рејсинг
Јагуар рејсинг Ф1 тим је формиран тако што је Форд купио тим од Џеки Стјуарт познат као Стјуарт гранд при у јуну 1999. На дан 14. септембра 1999. Форд је преименовао тим као део својих глобалних маркетиншких операција како би промовисао своју компанију за луксузне аутомобиле Јагуар. Упркос овом брендирању, наставили су да користе потпуно функционалне Форд Косворт моторе у болидима, није био укључен никакав Јагуар инжењеринг и такође су служили као Фордов званични тим за Формулу 1.

## Формула 1

### 2000. сезона
Тимом је 2000. године управљао Волфганг Рајцл, који је тада био шеф Фордове Премиер аутомотив групе. Додатна финансијска средства и публицитет донети су тиме што је постао Фордов сопствени тим од прве трке године. Тим је ангажовао вицепрвака светског шампиона 1999. Едија Ирвина да буде партнер бившем возачу Стјуарта, Џонију Херберту, али резултати те сезоне нису се поклапали са резултатима које је Стјуарт успео да постигне 1999. Завршили су на деветом месту у шампионату конструктора, само испред Минардија и Проста који нису узели ниједан поен.

### 2001. сезона
Рајцл се повукао и заменио га је амерички шампион у тркама и успешан власник тима Боби Рахал за сезону 2001. Резултати се нису побољшали, а именовање троструког светског шампиона Ф1, Никија Лауде средином године није помогло тиму да се побољша. Неуспели покушај да се у Јагуар доведе бивши технички директор Макларена, Адријан Њуи додатно је дестабилизовао тим, а сукоб између Рахала и Лауде довео је до Рахалове оставке. Врхунац сезоне био је Ирвин који је узео прво подијуму за тим у Монаку где је завршио трећи. Ово је омогућило Јагуару да заврши на осмом месту у шампионату конструктора.

### 2002. сезона
Сезона 2002. је била још гора под Лаудиним управљањем, са само поновним растом касније током године у смислу резултата. Управни одбор Форда почео је да има великих проблема са трошковима и вођењем тима у Формули 1, посебно зато што није представљао бренд матичне компаније. Ирвин је узео још једно треће место, овог пута у Монци, што је на крају био Јагуаров последњи подијум у спорту. Јагуар је још једном поправио свој резултат у конструкторском првенству, овог пута заузевши седмо место.

### 2003. сезона
Финансирање је смањено за 2003. Лауда и 70 других запослених су отпуштени и дат је рок од 2 године да се покаже финансијски и резултатски напредак. Дошло до побољшања форме за тим, који је водио Џон Хоган, јер је имао користи од доброг управљања и ефикаснијег коришћења ресурса (посебно, коришћење аеротунела у близини фабрике у поређењу са оним у Калифорнији). Нова постава коју су чинили Марк Вебер и Антонио Пизонија (којег је касније заменио Џастин Вилсон) довела је тим до седмог места у шампионату конструктора.

### 2004. сезона
У последњој Јагуаровој сезони, тим је добио публицитет када су двојица механичара из тима, који су освојили магарца на надувавање из филма Шрек на поклону на лименци газираног пића, фотографисали га око падока на неколико трка и поставили веб страницу за слике. После Велике награде Бразила 2004. Берни Еклистон, Макс Мозли, велики део менаџмента спорта, и сви возачи осим Михаела Шумахера потписали су магарца, а механичари су објавили намеру да га продају на аукцији на еБаy-у и донирају приход у добротворне сврхе. За Велику награду Монака 2004. Јагуарови аутомобили су били излепљени новодизајнираним носним конусима за промоцију филма Океанових дванаест. Дијаманти Стејмец груп у вредности већој од 250.000 америчких долара били су причвршћени за нос сваког аутомобила, од којих је један наводно нестао након судара Кристијана Клејна у првом кругу. Током сезоне је дошло до стабилизације резултата, али тим није био у стању да се бори за бодове у константи. Јагуар је завршио седми у конструкторском првенству, трећу годину заредом.
Јагуарова матична компанија, Форд поставила је ултиматум као део смањења међународног учешћа у спорту. Конкретно, пошто Јагуар није рекламирао основни Форд бренд, било је мало поврата вредности од огромне количине уложеног новца, па је финансирање од самог Форда смањено. Форд је одлучио да прода тим крајем 2004. упркос константнијим резултатима у претходне две године пошто је Форд желео да се преусмери на светски рели шампионат. Средином новембра 2004. компанија за енергетска пића Ред бул потврдила је да је купила Јагуар Формула 1 тим од Форда. Нови тим, назван Ред бул рејсинг, користио је шасију и мотор који је био Јагуаров за 2005. у њиховој првој сезони.

## Резултати у Формули 1
| Година | Шасија | Мотор                                       | Гуме | Возачи           | 1    | 2   | 3   | 4   | 5   | 6    | 7   | 8    | 9   | 10  | 11  | 12   | 13  | 14  | 15  | 16  | 17  | 18  | Поени | Кш. |
| ------ | ------ | ------------------------------------------- | ---- | ---------------- | ---- | --- | --- | --- | --- | ---- | --- | ---- | --- | --- | --- | ---- | --- | --- | --- | --- | --- | --- | ----- | --- |
| 2000   | R1     | Cosworth CR-2 3.0 V10                       | B    |                  | АУС  | БРА | СМР | ВБР | ШПА | ЕВР  | МОН | КАН  | ФРА | АУТ | НЕМ | МАЂ  | БЕЛ | ИТА | САД | ЈАП | МАЛ |     | 4     | 9.  |
| 2000   | R1     | Cosworth CR-2 3.0 V10                       | B    | Еди Ирвин        | Оду  | Оду | 7.  | 13. | 11. | Оду  | 4.  | 13.  | 13. | ППТ | 10. | 8.   | 10. | Оду | 7.  | 8.  | 6.  |     | 4     | 9.  |
| 2000   | R1     | Cosworth CR-2 3.0 V10                       | B    | Луциано Бурти    |      |     |     |     |     |      |     |      |     | 11. |     |      |     |     |     |     |     |     | 4     | 9.  |
| 2000   | R1     | Cosworth CR-2 3.0 V10                       | B    | Џони Херберт     | Оду  | Оду | 10. | 12. | 13. | 11.† | 9.  | Оду  | Оду | 7.  | Оду | Оду  | 8.  | Оду | 11. | 7.  | Оду |     | 4     | 9.  |
| 2001   | R2     | Cosworth CR-3 3.0 V10                       | М    |                  | АУС  | МАЛ | БРА | СМР | ШПА | АУТ  | МОН | КАН  | ЕВР | ФРА | ВБР | НЕМ  | МАЂ | БЕЛ | ИТА | САД | ЈАП |     | 9     | 8.  |
| 2001   | R2     | Cosworth CR-3 3.0 V10                       | М    | Еди Ирвин        | 11.  | Оду | Оду | Оду | Оду | 7.   | 3.  | Оду  | 7.  | Оду | 9.  | Оду  | Оду | ВНС | Оду | 5.  | Оду |     | 9     | 8.  |
| 2001   | R2     | Cosworth CR-3 3.0 V10                       | М    | Луциано Бурти    | 8.   | 10. | Оду | 11. |     |      |     |      |     |     |     |      |     |     |     |     |     |     | 9     | 8.  |
| 2001   | R2     | Cosworth CR-3 3.0 V10                       | М    | Педро де ла Роса |      |     |     |     | Оду | Оду  | Оду | 6.   | 8.  | 14. | 12. | Оду  | 11. | Оду | 5.  | 12. | Оду |     | 9     | 8.  |
| 2002   | R3 R3B | Cosworth CR-3 3.0 V10 Cosworth CR-4 3.0 V10 | М    |                  | АУС  | МАЛ | БРА | СМР | ШПА | АУТ  | МОН | КАН  | ЕВР | ВБР | ФРА | НЕМ  | МАЂ | БЕЛ | ИТА | САД | ЈАП |     | 8     | 7.  |
| 2002   | R3 R3B | Cosworth CR-3 3.0 V10 Cosworth CR-4 3.0 V10 | М    | Еди Ирвин        | 4.   | Оду | 7.  | Оду | Оду | Оду  | 9.  | Оду  | Оду | Оду | Оду | Оду  | Оду | 6.  | 3.  | 10. | 9.  |     | 8     | 7.  |
| 2002   | R3 R3B | Cosworth CR-3 3.0 V10 Cosworth CR-4 3.0 V10 | М    | Педро де ла Роса | 8.   | 10. | 8.  | Оду | Оду | Оду  | 10. | Оду  | 11. | 11. | 9.  | Оду  | 13. | Оду | Оду | Оду | Оду |     | 8     | 7.  |
| 2003   | R4     | Cosworth CR-5 3.0 V10                       | М    |                  | АУС  | МАЛ | БРА | СМР | ШПА | АУТ  | МОН | КАН  | ЕВР | ФРА | ВБР | НЕМ  | МАЂ | ИТА | САД | ЈАП |     |     | 18    | 7.  |
| 2003   | R4     | Cosworth CR-5 3.0 V10                       | М    | Марк Вебер       | Оду  | Оду | 9.† | Оду | 7.  | 7.   | Оду | 7.   | 6.  | 6.  | 14. | 11.† | 6.  | 7.  | Оду | 11. |     |     | 18    | 7.  |
| 2003   | R4     | Cosworth CR-5 3.0 V10                       | М    | Антонио Пицониа  | 13.† | Оду | Оду | 14. | Оду | 9.   | Оду | 10.† | 10. | 10. | Оду |      |     |     |     |     |     |     | 18    | 7.  |
| 2003   | R4     | Cosworth CR-5 3.0 V10                       | М    | Џастин Вилсон    |      |     |     |     |     |      |     |      |     |     |     | Оду  | Оду | Оду | 8.  | 13. |     |     | 18    | 7.  |
| 2004   | R5 R5B | Cosworth CR-6 3.0 V10                       | М    |                  | АУС  | МАЛ | БАХ | СМР | ШПА | МОН  | ЕВР | КАН  | САД | ФРА | ВБР | НЕМ  | МАЂ | БЕЛ | ИТА | КИН | ЈАП | БРА | 10    | 7.  |
| 2004   | R5 R5B | Cosworth CR-6 3.0 V10                       | М    | Марк Вебер       | Оду  | Оду | 8.  | 13. | 12. | Оду  | 7.  | Оду  | Оду | 9.  | 8.  | 6.   | 10. | Оду | 9.  | 10. | Оду | Оду | 10    | 7.  |
| 2004   | R5 R5B | Cosworth CR-6 3.0 V10                       | М    | Кристијан Клејн  | 11.  | 10. | 14. | 14. | Оду | Оду  | 12. | 9.   | Оду | 11. | 14. | 10.  | 13. | 6.  | 13. | Оду | 12. | 14. | 10    | 7.  |

Напомена
- † – Возач није завршио трку, али је класификован пошто је прешао преко 90% трке.